# Parc Nacional Lago Puelo
El Parc Nacional Llac Puelo està situat en el nord-oest de la província del Chubut, Argentina. Té 27.674 ha. Deu el seu nom al llac homònim. Forma part de la reserva de biosfera Andino Norpatagona des de 2007.

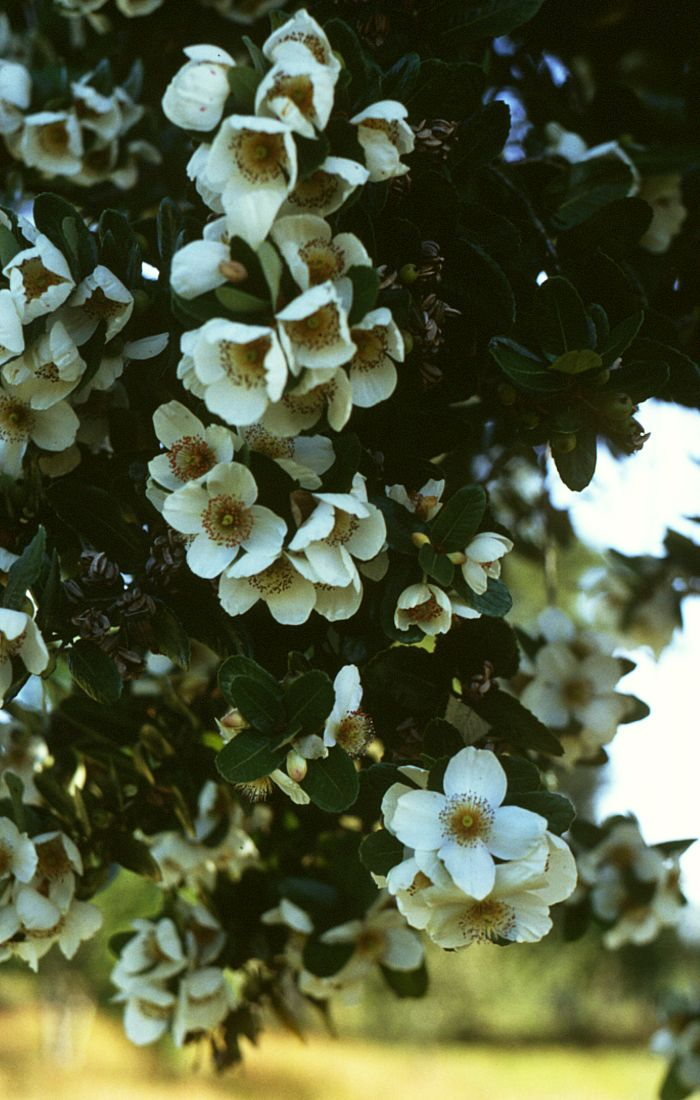
Lulmo.

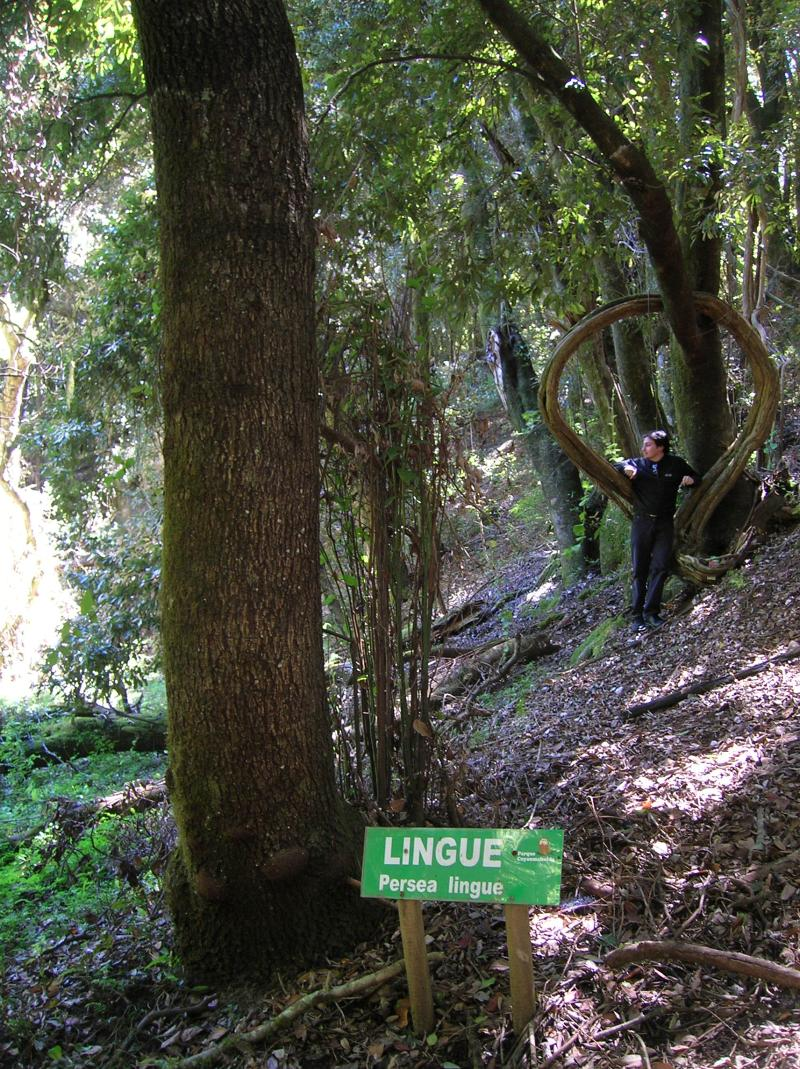
El lingue.

La superfície del parc nacional Lago Puelo se subdivideix en dues àrees de gestió: parc nacional amb 18.000 ha, i l'àrea protegida amb recursos gestionats amb 5.600 ha dividida en dues reserves nacionals denominades Zona Turbio i Zona Norte. El decret N.° 2149/90 del 10 d'octubre de 1990 va designar a 2 sectors de la primera àrea com a reserva natural estricta.

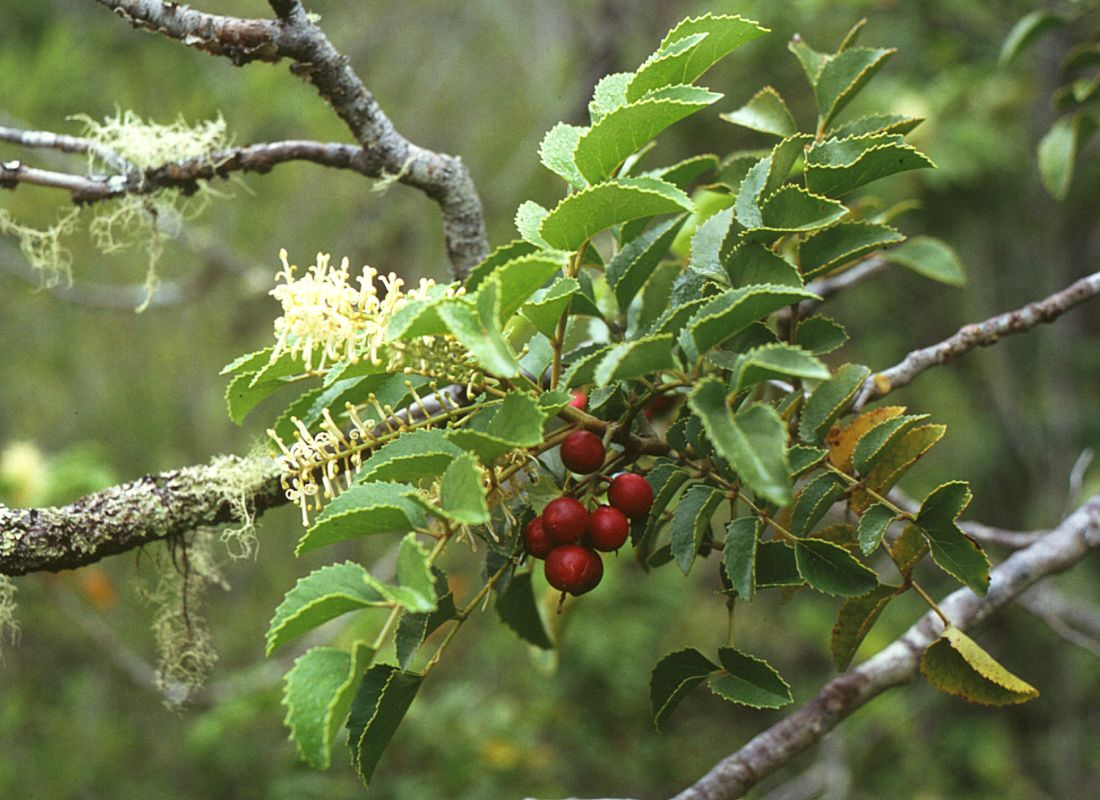
L'avellaner.

## Història
El 1937 un decret nacional va declarar com a reserves destinades a parcs nacionals diverses àrees a la zona andina de la Patagònia, entre les quals es trobava Los Alerces i el seu annex situat a uns 115 km al nord en el llac Puelo. El 1945 el decret llei N.º 9504 (ratificat per llei N.º 13.895) va crear el parc Nacional Los Alerces, incloent-hi l'annex del llac Puelo. El 1971 la N.º 19 292 va separar a l'annex i el va convertir en el parc nacional Lago Puelo. El motiu de la seva creació és la protecció del paisatge i la flora que ingressa pel Pas Puelo.

## Geografia
El relleu del parc és muntanyenc, amb llacs d'origen glacial, sent el més important el llac Puelo. Els rius tenen un gran contingut de sediments glacials que confereixen un color turquesa i opac a l'aigua.

## Fauna
La fauna autòctona està representada pel huemul, el Pudu meridional, la guineu colorida, el coipú i el puma. En els llacs es troben perca, puyen gran i confit. Les aus més comunes són l'ànec vapor volador, la bandurria, el turdus patagó, etc.

## Flora

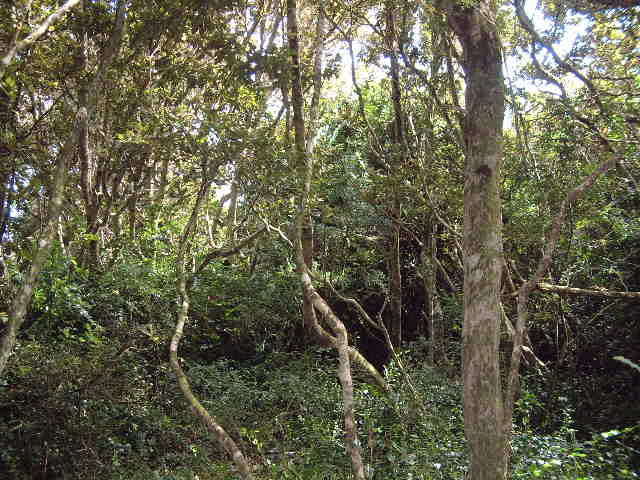
El tiquet.

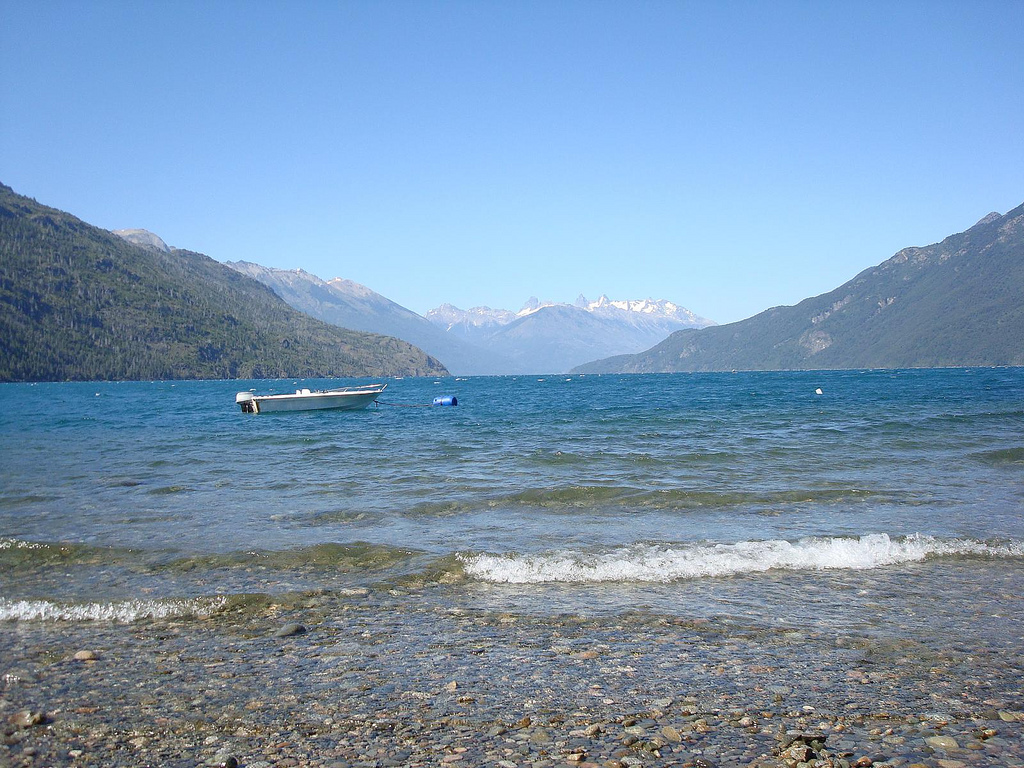
El llac Puelo.

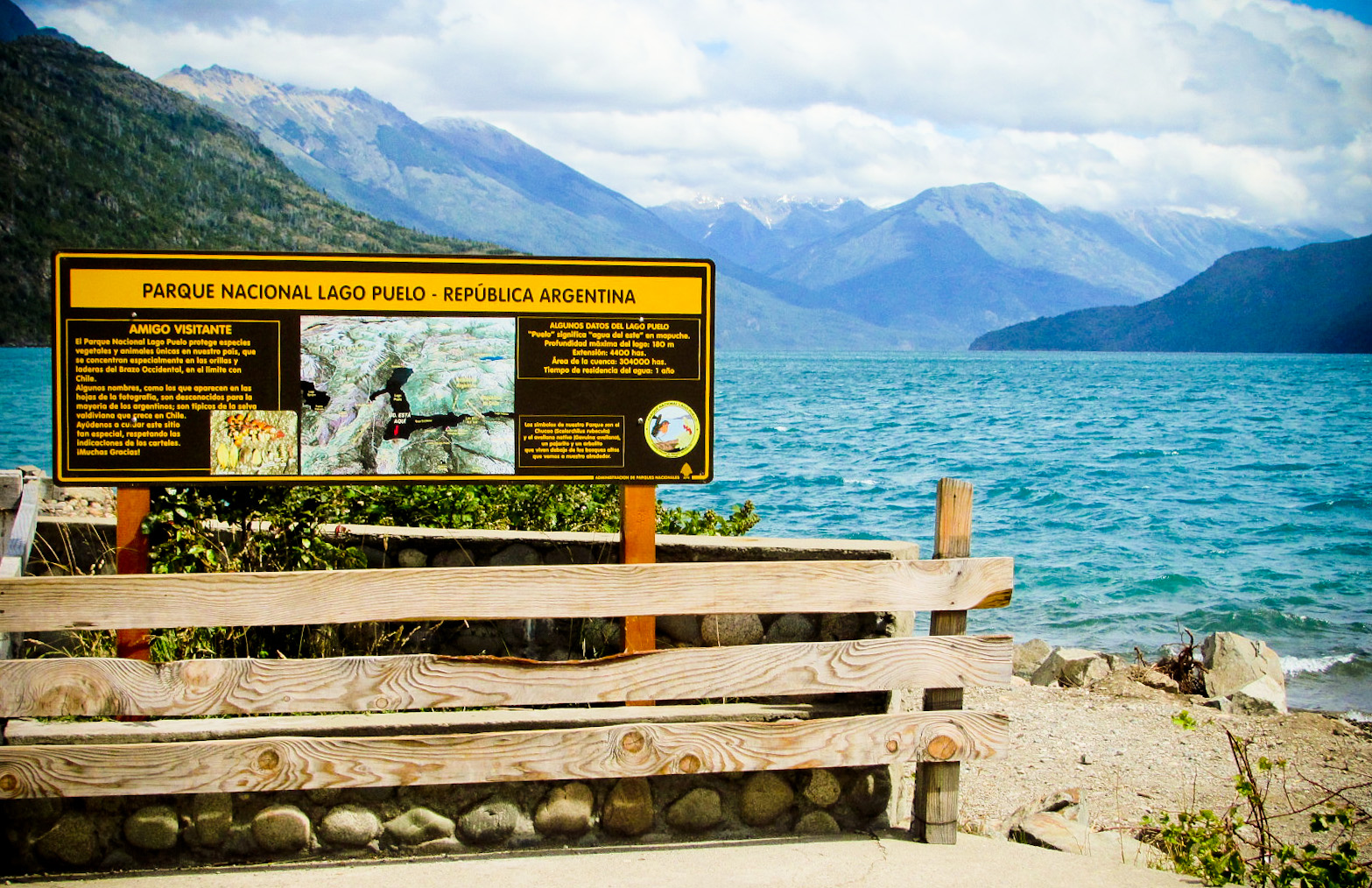
El llac Puelo.

La flora és única al país, ja que, gràcies a la connexió transandina d'aquesta vall, a l'escassa altitud de les costes d'aquest llac (solament uns 200 msnm), i al microclima particular que això genera, fa forts ingresions la flora valdiviana xilena. Aquestes característiques el distingeixen de la resta dels Parcs Nacionals argentins situats en els Boscos Andino-patagons.
Les espècies més cridaneres, característiques del bosc de Valdivia xilè, són el tiquet, l'avellaner, l'eucryphia cordifolia, el lingue, la corialia ruscifolia, el voqui blanc, Gaultheria insana, i per flora característica de gran part del bosc andí patagó argentí: Coigüe, lenga, xiprer de la serralada, lomatia hirsuta, luma apiculata, etc.

## Espècies introduïdes
Entre les espècies introduïdes a la zona es troben la rosa mosqueta, que s'ha estès àmpliament per tota la zona i la truita, espècie que ha fet desaparèixer a altres peixos autòctons.

## Informació
Al parc hi ha zones en les quals es pot observar art rupestre, que són motius geomètrics de color vermellós fets sobre pedra.
Els maputxes habiten a l'est dels límits del parc. Dins del parc hi ha residents permanents que tenen un permís especial. El parc té infraestructura per rebre visitants, es pot acampar, banyar-se, fer passejos lacustres i pescar. Hi ha diverses senderes per recórrer, de diferent dificultat i durada.